# Epalpus maculus
Epalpus maculus är en tvåvingeart som först beskrevs av Macquart 1843.  Epalpus maculus ingår i släktet Epalpus och familjen parasitflugor. Inga underarter finns listade i Catalogue of Life.